# 文化智慧之的
《文化智慧之的》（阿拉伯语：‎，Nihāyat al-arab fi funun al-adab），一译《文苑观止》，是埃及历史学家努外里（al-Nuwairi）用20年时间编成的一部百科全书。共9000页，侧重于阿拉伯历史，历史内容占了全书将近一半。